# Shaft torna a Harlem
Shaft torna a Harlem (títol original: Shaft's Big Score) és una pel·lícula d'acció estatunidenca de 1972, dirigida per Gordon Parks i protagonitzada per Richard Roundtree: el llegendari John Shaft. És el segon lliurament de la trilogia de Shaft. Ha estat doblada al català.

## Argument
Shaft ha tornat per trobar l'assassí d'un vell amic als carrers d'una ciutat dura i freda amb una mica d'ajuda de nous amics. Mentre investiga la mort d'un amic seu, director d'una funerària, el detectiu es veu involucrat en una amarga disputa entre personatges ombrívols dels barris baixos de Nova York. Aviat descobreix que el seu company estava embolicat en diversos negocis il·legals i que s'havia endut 200.000 dòlars. Ara ha de protegir la vídua del seu amic dels gàngsters mentre tracta e trobar on són els diners. Tot plegat l'enfrontarà tant a la màfia com a la policia local.

## Repartiment
- Richard Roundtree: 	John Shaft
- Moses Gunn: Bumpy Jonas
- Drew Bundini Brown: 	Willy
- Joseph Mascolo: Gus Mascola
- Kathy Imrie: Rita
- Wally Taylor: Johnny Kelly
- Cihangir Gaffari: Jerry